# Humberto González
Humberto González (Nezahualcóyotl, 25 marzo 1966) è un pugile messicano.
La International Boxing Hall of Fame lo ha riconosciuto fra i più grandi pugili di ogni tempo.

## Gli inizi
Professionista dal 1984.

## La carriera
Campione del mondo dei pesi minimosca dal 1989 al 1990, dal 1991 al 1993 e dal 1994 al 1995.